# Jerukan
Jerukan is een bestuurslaag in het regentschap Boyolali van de provincie Midden-Java, Indonesië. Jerukan telt 2703 inwoners (volkstelling 2010).